# Trichomanes trichopodium
Trichomanes trichopodium är en hinnbräkenväxtart som beskrevs av A. Rojas. Trichomanes trichopodium ingår i släktet Trichomanes och familjen Hymenophyllaceae. Inga underarter finns listade.